# Plaça Pública
Plaça Pública (en francès Place Publique) és un partit socialdemòcrata francès.

## Història
El partit es va fundar oficialment el 10 d'agost de 2018, però no es va presentar fins a l'octubre per diverses personalitats com l'intel·lectual Raphaël Glucksmann o Claire Nouvian, anunciant la creació d'un moviment ciutadà d'esquerres europeista, plantejant l'organització dels ciutadans progressistes orfes i la necessitat de superar la fragmentació de l'esquerra francesa. Al novembre publicarien un manifest públic que donaria el tret de sortida al naixement del projecte.
Ja al 2019, després d'intentar impulsar una única candidatura d'esquerra a les eleccions europees, Plaça Pública tancaria un acord de coalició amb el Partit Socialista, Nouvelle Donne i el Partit Radical d'Esquerra, aconseguint de manera conjunta el 6.19% dels vots i 6 escons, 2 dels quals serien del partit, Raphaël Glucksmann i Aurore Lalucq.
Per a les eleccions legislatives de 2022, el partit acorda participar dins de NUPES i decideix, doncs, no presentar candidats en contra a excepció de 8 circumscripcions en un procés de complementarietat. En qualsevol cas, no aconsegueix cap representant a l'Assemblea Nacional.
Al 2024 renoven el seu suport a aliances o candidatures amb el Partit Socialista, aconseguint així tres eurodiputats (Raphaël Glucksmann, Aurore Lalucq i Thomas Pellerin-Carlin) i el seu primer escó a l'Assemblea Nacional, Aurélien Rousseau de la 7a circumscripció d'Yvelines.

## Resultats electorals

### Eleccions legislatives
| Any  | 1a volta | 1a volta | 2a volta | 2a volta | Escons  | Govern            |
| Any  | Vots     | %        | Vots     | %        | Escons  | Govern            |
| ---- | -------- | -------- | -------- | -------- | ------- | ----------------- |
| 2022 | 9.188    | 0,04     |          |          | 0 / 577 | Extraparlamentari |
| 2024 | 106.259  | 0,33     | 65.086   | 0,24     | 1 / 577 | Oposició          |

### Parlament Europeu
| Any  | Líder              | Vots                  | %                     | Escons | +/− | Grup |
| ---- | ------------------ | --------------------- | --------------------- | ------ | --- | ---- |
| 2019 | Raphaël Glucksmann | Coalició PP-PS-ND-PRG | Coalició PP-PS-ND-PRG | 2 / 79 | Nou | S&D  |
| 2024 | Raphaël Glucksmann | Coalició PP-PS        | Coalició PP-PS        | 3 / 81 | 1   | S&D  |